# Wiaczesław Trubnikow
Wiaczesław Iwanowicz Trubnikow (ros. Вячеслав Иванович Трубников, ur. 25 kwietnia 1944 w Irkucku, zm. 18 kwietnia 2022) – rosyjski działacz państwowy, generał armii, dyrektor Służby Wywiadu Zagranicznego Federacji Rosyjskiej w latach 1996–2000, pierwszy zastępca ministra spraw zagranicznych Rosji w latach 2000–2004, ambasador nadzwyczajny i pełnomocny Rosji w Indiach (2004 – 2009), Bohater Federacji Rosyjskiej (1999).

## Życiorys
Urodził się w Irkucku w rodzinie montera z zakładów lotniczych, przebywającej w tym mieście w ramach ewakuacji z miast frontowych.
Po zakończeniu II wojny światowej rodzina powróciła do Moskwy. W 1961 ukończył z wyróżnieniem Szkołę Fizyko-Matematyczną przy Uniwersytecie Moskiewskim im. Łomonosowa, w 1967 – Moskiewski Państwowy Instytut Stosunków Międzynarodowych jako referent do spraw krajów Wschodu.
Od 1967 roku pracował w organach bezpieczeństwa państwowego, od 1968 – w wywiadzie zagranicznym (Pierwszy Zarząd Główny Komitetu Bezpieczeństwa Państwowego) na stanowiskach kierowniczych. W latach 1967–1968 studiował w Szkole Wywiadu Nr 101 (obecnie – Akademia Wywiadu Zagranicznego). W latach 1971–1977 oddelegowany do Indii pod przykryciem korespondenta agencji prasowej „Nowosti” w New Delhi. W 1973 został przyjęty do Związku Dziennikarzy ZSRR. W latach 1977–1984 pracował w centralnym aparacie wywiadu. W latach 1984–1990 był rezydentem Pierwszego Zarządu Głównego w Dhace (Bangladesz) i głównym rezydentem w Nowym Delhi (Indie).
W latach 1990–1991 – szef 17 Wydziału (Indie, Sri Lanka, Pakistan, Nepal, Bangladesz, Birma), a w 1991 – 1 Wydziału (USA i Kanada) Pierwszego Zarządu Głównego. Od 2 grudnia 1991 do 13 stycznia 1992 był pierwszym zastępcą dyrektora Centralnej Służby Wywiadu ZSRR. 13 stycznia 1992 został mianowany pierwszym zastępcą dyrektora Służby Wywiadu Zagranicznego Federacji Rosyjskiej, odpowiadał za działania operacyjne.
10 stycznia 1996 został mianowany dyrektorem Służby Wywiadu Zagranicznego, zastępując Jewgienija Primakowa. Równolegle pracował w Radzie Obrony i Radzie Bezpieczeństwa Federacji Rosyjskiej. Od października 1996 był członkiem Tymczasowej Komisji Nadzwyczajnej przy Prezydencie Federacji Rosyjskiej do spraw wzmocnienia dyscypliny fiskalnej i budżetowej. W styczniu 1997 został członkiem Rady Stosunków Zagranicznych, w czerwcu tego samego roku – wszedł w skład Komisji Rządowej ds zwalczania nielegalnych operacji eksportowo-importowych i transakcji walutowo-finansowych.
22 stycznia 1998 otrzymał najwyższy stopień wojskowy „generała armii, stając się drugim po Władimirze Kriuczkowie szefem wywiadu zagranicznego w historii ZSRR i Rosji, któremu został przyznany ten stopień.
Niejawnym dekretem Prezydenta Federacji Rosyjskiej z dnia 27 października 1999 za odwagę i bohaterstwo w służbie otrzymał tytuł Bohatera Federacji Rosyjskiej, ze szczególnym wyróżnieniem – medalem Złotej Gwiazdy (prawdopodobnie nr 504).
W maju 2000 roku został zwolniony ze stanowiska. Od czerwca 2000 – pierwszy zastępca Ministra Spraw Zagranicznych Rosji i specjalny przedstawiciel Prezydenta w państwach – uczestnikach Wspólnoty Niepodległych Państw, w randze ministra federalnego. Od 19 lutego 2001 był ambasadorem nadzwyczajnym i pełnomocnym. W latach 2000–2004 – współprzewodniczący szeregu dwustronnych grup roboczych do walki z międzynarodowym terroryzmem i nowymi zagrożeniami i wyzwaniami (z USA, Indiami, Francją, Niemcami), zajmował się regulacją problemów Naddniestrza i Górskiego Karabachu.
Od 29 lipca 2004 do 27 października 2009 – ambasador nadzwyczajny i pełnomocny Federacji Rosyjskiej w Republice Indii. Jest uznanym specjalistą indologiem, w szczególności doskonale włada językiem angielskim i hindi – dwoma oficjalnymi językami Indii.
Od 27 października 2009 na emeryturze. W tym samym czasie został starszym pracownikiem naukowym Instytutu Gospodarki Światowej i Stosunków Międzynarodowych Rosyjskiej Akademii Nauk, mieszkał i pracował w Moskwie.
Generał armii od 22 stycznia 1998 (generał pułkownik w 1993, generał porucznik w 1992); Zasłużony Pracownik Organów Wywiadu Zagranicznego Federacji Rosyjskiej. Został odznaczony 2 radzieckimi Orderami Czerwonej Gwiazdy, rosyjskim Orderem „Za Zasługi” 4 klasy, medalami, dyplomem honorowym Prezydenta Federacji Rosyjskiej (7.07.2009), odznakami „Honorowy Pracownik Bezpieczeństwa Państwowego” i „Za Służbę w Wywiadzie”, a także orderami i medalami zagranicznymi, w tym Orderem Franciszka Skoryny (2004, Białoruś).
Pochowany na Cmentarzu Trojekurowskim w Moskwie.